# Ceratizit Challenge by La Vuelta 2021
La 7.ª edición de la Ceratizit Challenge by La Vuelta, fue una carrera de ciclismo femenino por etapas que se celebró entre el 2 y el 5 de septiembre de 2021, con inicio en la Estación Invernal Cabeza de Manzaneda en la provincia de Orense y final en Santiago de Compostela en España sobre una distancia total de 341,3 km, coincidiendo en fecha con las últimas 4 etapas de la Vuelta a España 2021.
La carrera hizo parte del UCI WorldTour Femenino 2021 como competencia de categoría 2.WWT del calendario ciclístico de máximo nivel mundial y fue ganada por la ciclista neerlandesa Annemiek van Vleuten del equipo Movistar. El podio lo completaron las ciclistas suizas Marlen Reusser del equipo Alé BTC Ljubljana y Elise Chabbey del equipo Canyon SRAM Racing.

## Equipos
Tomaron la salida un total de 24 equipos, de los cuales participaron los 9 equipos de categoría UCI WorldTeam Femenino habilitados, 14 equipos de categoría UCI Continental Team Femenino invitados por la organización de la carrera y un equipo del Centro Mundial de Ciclismo de la UCI, quienes conformaron un pelotón de 137 ciclistas de las cuales terminaron 111. Los equipos participantes fueron:
| translation for headoftableIII_translate index 58 not found (9)- SD Worx - Movistar Team - Trek-Segafredo - FDJ-Nouvelle Aquitaine-Futuroscope - Liv Racing - Alé BTC Ljubljana - Canyon-SRAM Racing - Team BikeExchange - Team DSM UCI Women's continental teams (4)- Ceratizit-WNT Pro Cycling - Team Tibco-Silicon Valley Bank - Instafund Racing - Bizkaia-Durango Equipo regional y de club- World Cycling Centre Unknown team category (10)- Jumbo-Visma - Valcar-Travel & Service - Massi Tactic - Eneicat-RBH Global-Martin Villa - BePink - Hitec Products - Farto-BTC - Sopela - Río Miera-Cantabria Deporte - Laboral Kutxa-Fundacion Euskadi |
| |

## Recorrido
| Etapa     | Fecha    | Recorrido                                            | type             | Distancia (km) | Ganador              | Líder                |
| --------- | -------- | ---------------------------------------------------- | ---------------- | -------------- | -------------------- | -------------------- |
| 1.ª etapa | 2 de sep | Manzaneda – Manzaneda                                | etapa escarpada  | 118,7          | Marlen Reusser       | Marlen Reusser       |
| 2.ª etapa | 3 de sep | Manzaneda – Manzaneda                                | cronoescalada    | 7,3            | Annemiek van Vleuten | Marlen Reusser       |
| 3.ª etapa | 4 de sep | Manzaneda – Pereiro de Aguiar                        | etapa de montaña | 107,9          | Annemiek van Vleuten | Annemiek van Vleuten |
| 4.ª etapa | 5 de sep | Puentes de García Rodríguez – Santiago de Compostela | etapa llana      | 107,4          | Lotte Kopecky        | Annemiek van Vleuten |

## Desarrollo de la carrera

### 1.ª etapa
| Manzaneda - Manzaneda | etapa escarpada | (118,7 km) |

| \| Clasificación de la etapa \| Clasificación de la etapa \| Clasificación de la etapa \| Clasificación de la etapa \| Clasificación de la etapa \| \| Ciclista \| Ciclista \| Equipo \| Tiempo \| \| \| ------------------------- \| ------------------------- \| ---------------------------------- \| ------------------------- \| ------------------------- \| \| 1.ª \| Marlen Reusser \| Alé BTC Ljubljana \| 3 h 07 min 46 s \| \| \| 2.ª \| Coryn Rivera \| Team DSM \| + 22 s \| \| \| 3.ª \| Elise Chabbey \| Canyon-SRAM Racing \| + 22 s \| \| \| 4.ª \| Pauliena Rooijakkers \| Liv Racing \| + 22 s \| \| \| 5.ª \| Elisa Balsamo \| Valcar-Travel & Service \| + 1 min 48 s \| \| \| 6.ª \| Anna Henderson \| Jumbo-Visma Women Team \| + 1 min 48 s \| \| \| 7.ª \| Lotte Kopecky \| Liv Racing \| + 1 min 48 s \| \| \| 8.ª \| Alison Jackson \| Liv Racing \| + 1 min 48 s \| \| \| 9.ª \| Marie Le Net \| FDJ-Nouvelle Aquitaine-Futuroscope \| + 1 min 48 s \| \| \| 10.ª \| Floortje Mackaij \| Team DSM \| + 1 min 48 s \| \| |                      |                                    |                 |
| |                      |                                    |                 |
| Fuente: ProCyclingStats |                      |                                    |                 |
| Clasificación de la etapa |                      |                                    |                 |
| Ciclista | Ciclista             | Equipo                             | Tiempo          |
| 1.ª | Marlen Reusser       | Alé BTC Ljubljana                  | 3 h 07 min 46 s |
| 2.ª | Coryn Rivera         | Team DSM                           | + 22 s          |
| 3.ª | Elise Chabbey        | Canyon-SRAM Racing                 | + 22 s          |
| 4.ª | Pauliena Rooijakkers | Liv Racing                         | + 22 s          |
| 5.ª | Elisa Balsamo        | Valcar-Travel & Service            | + 1 min 48 s    |
| 6.ª | Anna Henderson       | Jumbo-Visma Women Team             | + 1 min 48 s    |
| 7.ª | Lotte Kopecky        | Liv Racing                         | + 1 min 48 s    |
| 8.ª | Alison Jackson       | Liv Racing                         | + 1 min 48 s    |
| 9.ª | Marie Le Net         | FDJ-Nouvelle Aquitaine-Futuroscope | + 1 min 48 s    |
| 10.ª | Floortje Mackaij     | Team DSM                           | + 1 min 48 s    |

| \| Clasificación general \| Clasificación general \| Clasificación general \| Clasificación general \| Clasificación general \| \| Ciclista \| Ciclista \| Equipo \| Tiempo \| \| \| --------------------- \| --------------------- \| ---------------------------------- \| --------------------- \| --------------------- \| \| 1.ª \| Marlen Reusser \| Alé BTC Ljubljana \| 3 h 07 min 36 s \| \| \| 2.ª \| Coryn Rivera \| Team DSM \| + 26 s \| \| \| 3.ª \| Elise Chabbey \| Canyon-SRAM Racing \| + 28 s \| \| \| 4.ª \| Pauliena Rooijakkers \| Liv Racing \| + 32 s \| \| \| 5.ª \| Elisa Balsamo \| Valcar-Travel & Service \| + 1 min 58 s \| \| \| 6.ª \| Anna Henderson \| Jumbo-Visma Women Team \| + 1 min 58 s \| \| \| 7.ª \| Lotte Kopecky \| Liv Racing \| + 1 min 58 s \| \| \| 8.ª \| Alison Jackson \| Liv Racing \| + 1 min 58 s \| \| \| 9.ª \| Marie Le Net \| FDJ-Nouvelle Aquitaine-Futuroscope \| + 1 min 58 s \| \| \| 10.ª \| Floortje Mackaij \| Team DSM \| + 1 min 58 s \| \| |                      |                                    |                 |
| |                      |                                    |                 |
| Fuente: ProCyclingStats |                      |                                    |                 |
| Clasificación general |                      |                                    |                 |
| Ciclista | Ciclista             | Equipo                             | Tiempo          |
| 1.ª | Marlen Reusser       | Alé BTC Ljubljana                  | 3 h 07 min 36 s |
| 2.ª | Coryn Rivera         | Team DSM                           | + 26 s          |
| 3.ª | Elise Chabbey        | Canyon-SRAM Racing                 | + 28 s          |
| 4.ª | Pauliena Rooijakkers | Liv Racing                         | + 32 s          |
| 5.ª | Elisa Balsamo        | Valcar-Travel & Service            | + 1 min 58 s    |
| 6.ª | Anna Henderson       | Jumbo-Visma Women Team             | + 1 min 58 s    |
| 7.ª | Lotte Kopecky        | Liv Racing                         | + 1 min 58 s    |
| 8.ª | Alison Jackson       | Liv Racing                         | + 1 min 58 s    |
| 9.ª | Marie Le Net         | FDJ-Nouvelle Aquitaine-Futuroscope | + 1 min 58 s    |
| 10.ª | Floortje Mackaij     | Team DSM                           | + 1 min 58 s    |

### 2.ª etapa
| Manzaneda - Manzaneda | cronoescalada | (7,3 km) |

| \| Clasificación de la etapa \| Clasificación de la etapa \| Clasificación de la etapa \| Clasificación de la etapa \| Clasificación de la etapa \| \| Ciclista \| Ciclista \| Equipo \| Tiempo \| \| \| ------------------------- \| ------------------------- \| ---------------------------------- \| ------------------------- \| ------------------------- \| \| 1.ª \| Annemiek van Vleuten \| Movistar Team \| 19 min 08 s \| \| \| 2.ª \| Marlen Reusser \| Alé BTC Ljubljana \| + 20 s \| \| \| 3.ª \| Marta Cavalli \| FDJ-Nouvelle Aquitaine-Futuroscope \| + 28 s \| \| \| 4.ª \| Kristen Faulkner \| Tibco-Silicon Valley Bank \| + 48 s \| \| \| 5.ª \| Leah Thomas \| Movistar Team \| + 59 s \| \| \| 6.ª \| Juliette Labous \| Team DSM \| + 1 min 00 s \| \| \| 7.ª \| Liane Lippert \| Team DSM \| + 1 min 15 s \| \| \| 8.ª \| Katarzyna Niewiadoma \| Canyon-SRAM Racing \| + 1 min 20 s \| \| \| 9.ª \| Urška Žigart \| Team BikeExchange \| + 1 min 23 s \| \| \| 10.ª \| Pauliena Rooijakkers \| Liv Racing \| + 1 min 24 s \| \| |                      |                                    |              |
| |                      |                                    |              |
| Fuente: ProCyclingStats |                      |                                    |              |
| Clasificación de la etapa |                      |                                    |              |
| Ciclista | Ciclista             | Equipo                             | Tiempo       |
| 1.ª | Annemiek van Vleuten | Movistar Team                      | 19 min 08 s  |
| 2.ª | Marlen Reusser       | Alé BTC Ljubljana                  | + 20 s       |
| 3.ª | Marta Cavalli        | FDJ-Nouvelle Aquitaine-Futuroscope | + 28 s       |
| 4.ª | Kristen Faulkner     | Tibco-Silicon Valley Bank          | + 48 s       |
| 5.ª | Leah Thomas          | Movistar Team                      | + 59 s       |
| 6.ª | Juliette Labous      | Team DSM                           | + 1 min 00 s |
| 7.ª | Liane Lippert        | Team DSM                           | + 1 min 15 s |
| 8.ª | Katarzyna Niewiadoma | Canyon-SRAM Racing                 | + 1 min 20 s |
| 9.ª | Urška Žigart         | Team BikeExchange                  | + 1 min 23 s |
| 10.ª | Pauliena Rooijakkers | Liv Racing                         | + 1 min 24 s |

| \| Clasificación general \| Clasificación general \| Clasificación general \| Clasificación general \| Clasificación general \| \| Ciclista \| Ciclista \| Equipo \| Tiempo \| \| \| --------------------- \| --------------------- \| ---------------------------------- \| --------------------- \| --------------------- \| \| 1.ª \| Marlen Reusser \| Alé BTC Ljubljana \| 3 h 27 min 03 s \| \| \| 2.ª \| Pauliena Rooijakkers \| Liv Racing \| + 1 min 36 s \| \| \| 3.ª \| Annemiek van Vleuten \| Movistar Team \| + 1 min 39 s \| \| \| 4.ª \| Coryn Rivera \| Team DSM \| + 1 min 45 s \| \| \| 5.ª \| Elise Chabbey \| Canyon-SRAM Racing \| + 1 min 48 s \| \| \| 6.ª \| Marta Cavalli \| FDJ-Nouvelle Aquitaine-Futuroscope \| + 2 min 06 s \| \| \| 7.ª \| Kristen Faulkner \| Tibco-Silicon Valley Bank \| + 2 min 26 s \| \| \| 8.ª \| Leah Thomas \| Movistar Team \| + 2 min 37 s \| \| \| 9.ª \| Juliette Labous \| Team DSM \| + 2 min 38 s \| \| \| 10.ª \| Liane Lippert \| Team DSM \| + 2 min 54 s \| \| |                      |                                    |                 |
| |                      |                                    |                 |
| Fuente: ProCyclingStats |                      |                                    |                 |
| Clasificación general |                      |                                    |                 |
| Ciclista | Ciclista             | Equipo                             | Tiempo          |
| 1.ª | Marlen Reusser       | Alé BTC Ljubljana                  | 3 h 27 min 03 s |
| 2.ª | Pauliena Rooijakkers | Liv Racing                         | + 1 min 36 s    |
| 3.ª | Annemiek van Vleuten | Movistar Team                      | + 1 min 39 s    |
| 4.ª | Coryn Rivera         | Team DSM                           | + 1 min 45 s    |
| 5.ª | Elise Chabbey        | Canyon-SRAM Racing                 | + 1 min 48 s    |
| 6.ª | Marta Cavalli        | FDJ-Nouvelle Aquitaine-Futuroscope | + 2 min 06 s    |
| 7.ª | Kristen Faulkner     | Tibco-Silicon Valley Bank          | + 2 min 26 s    |
| 8.ª | Leah Thomas          | Movistar Team                      | + 2 min 37 s    |
| 9.ª | Juliette Labous      | Team DSM                           | + 2 min 38 s    |
| 10.ª | Liane Lippert        | Team DSM                           | + 2 min 54 s    |

### 3.ª etapa
| Manzaneda - Pereiro de Aguiar | etapa de montaña | (107,9 km) |

| \| Clasificación de la etapa \| Clasificación de la etapa \| Clasificación de la etapa \| Clasificación de la etapa \| Clasificación de la etapa \| \| Ciclista \| Ciclista \| Equipo \| Tiempo \| \| \| ------------------------- \| ------------------------- \| ---------------------------------- \| ------------------------- \| ------------------------- \| \| 1.ª \| Annemiek van Vleuten \| Movistar Team \| 2 h 41 min 53 s \| \| \| 2.ª \| Liane Lippert \| Team DSM \| + 2 min 48 s \| \| \| 3.ª \| Katarzyna Niewiadoma \| Canyon-SRAM Racing \| + 2 min 48 s \| \| \| 4.ª \| Elisa Longo Borghini \| Trek-Segafredo \| + 2 min 51 s \| \| \| 5.ª \| Floortje Mackaij \| Team DSM \| + 2 min 55 s \| \| \| 6.ª \| Kata Blanka Vas \| SD Worx \| + 3 min 01 s \| \| \| 7.ª \| Elise Chabbey \| Canyon-SRAM Racing \| + 3 min 01 s \| \| \| 8.ª \| Marta Cavalli \| FDJ-Nouvelle Aquitaine-Futuroscope \| + 3 min 01 s \| \| \| 9.ª \| Marlen Reusser \| Alé BTC Ljubljana \| + 3 min 03 s \| \| \| 10.ª \| Elisa Balsamo \| Valcar-Travel & Service \| + 7 min 13 s \| \| |                      |                                    |                 |
| |                      |                                    |                 |
| Fuente: ProCyclingStats |                      |                                    |                 |
| Clasificación de la etapa |                      |                                    |                 |
| Ciclista | Ciclista             | Equipo                             | Tiempo          |
| 1.ª | Annemiek van Vleuten | Movistar Team                      | 2 h 41 min 53 s |
| 2.ª | Liane Lippert        | Team DSM                           | + 2 min 48 s    |
| 3.ª | Katarzyna Niewiadoma | Canyon-SRAM Racing                 | + 2 min 48 s    |
| 4.ª | Elisa Longo Borghini | Trek-Segafredo                     | + 2 min 51 s    |
| 5.ª | Floortje Mackaij     | Team DSM                           | + 2 min 55 s    |
| 6.ª | Kata Blanka Vas      | SD Worx                            | + 3 min 01 s    |
| 7.ª | Elise Chabbey        | Canyon-SRAM Racing                 | + 3 min 01 s    |
| 8.ª | Marta Cavalli        | FDJ-Nouvelle Aquitaine-Futuroscope | + 3 min 01 s    |
| 9.ª | Marlen Reusser       | Alé BTC Ljubljana                  | + 3 min 03 s    |
| 10.ª | Elisa Balsamo        | Valcar-Travel & Service            | + 7 min 13 s    |

| \| Clasificación general \| Clasificación general \| Clasificación general \| Clasificación general \| Clasificación general \| \| Ciclista \| Ciclista \| Equipo \| Tiempo \| \| \| --------------------- \| --------------------- \| ---------------------------------- \| --------------------- \| --------------------- \| \| 1.ª \| Annemiek van Vleuten \| Movistar Team \| 6 h 10 min 25 s \| \| \| 2.ª \| Marlen Reusser \| Alé BTC Ljubljana \| + 1 min 34 s \| \| \| 3.ª \| Elise Chabbey \| Canyon-SRAM Racing \| + 3 min 20 s \| \| \| 4.ª \| Marta Cavalli \| FDJ-Nouvelle Aquitaine-Futuroscope \| + 3 min 38 s \| \| \| 5.ª \| Liane Lippert \| Team DSM \| + 4 min 07 s \| \| \| 6.ª \| Katarzyna Niewiadoma \| Canyon-SRAM Racing \| + 4 min 14 s \| \| \| 7.ª \| Elisa Longo Borghini \| Trek-Segafredo \| + 4 min 35 s \| \| \| 8.ª \| Floortje Mackaij \| Team DSM \| + 4 min 46 s \| \| \| 9.ª \| Kata Blanka Vas \| SD Worx \| + 5 min 07 s \| \| \| 10.ª \| Pauliena Rooijakkers \| Liv Racing \| + 7 min 30 s \| \| |                      |                                    |                 |
| |                      |                                    |                 |
| Fuente: ProCyclingStats |                      |                                    |                 |
| Clasificación general |                      |                                    |                 |
| Ciclista | Ciclista             | Equipo                             | Tiempo          |
| 1.ª | Annemiek van Vleuten | Movistar Team                      | 6 h 10 min 25 s |
| 2.ª | Marlen Reusser       | Alé BTC Ljubljana                  | + 1 min 34 s    |
| 3.ª | Elise Chabbey        | Canyon-SRAM Racing                 | + 3 min 20 s    |
| 4.ª | Marta Cavalli        | FDJ-Nouvelle Aquitaine-Futuroscope | + 3 min 38 s    |
| 5.ª | Liane Lippert        | Team DSM                           | + 4 min 07 s    |
| 6.ª | Katarzyna Niewiadoma | Canyon-SRAM Racing                 | + 4 min 14 s    |
| 7.ª | Elisa Longo Borghini | Trek-Segafredo                     | + 4 min 35 s    |
| 8.ª | Floortje Mackaij     | Team DSM                           | + 4 min 46 s    |
| 9.ª | Kata Blanka Vas      | SD Worx                            | + 5 min 07 s    |
| 10.ª | Pauliena Rooijakkers | Liv Racing                         | + 7 min 30 s    |

### 4.ª etapa
| Puentes de García Rodríguez - Santiago de Compostela | etapa llana | (107,4 km) |

| \| Clasificación de la etapa \| Clasificación de la etapa \| Clasificación de la etapa \| Clasificación de la etapa \| Clasificación de la etapa \| \| Ciclista \| Ciclista \| Equipo \| Tiempo \| \| \| ------------------------- \| ------------------------- \| ------------------------- \| ------------------------- \| ------------------------- \| \| 1.ª \| Lotte Kopecky \| Liv Racing \| 2 h 29 min 37 s \| \| \| 2.ª \| Elisa Longo Borghini \| Trek-Segafredo \| + 0 s \| \| \| 3.ª \| Anna Henderson \| Jumbo-Visma Women Team \| + 4 s \| \| \| 4.ª \| Kata Blanka Vas \| SD Worx \| + 6 s \| \| \| 5.ª \| Silvia Zanardi \| Bepink \| + 6 s \| \| \| 6.ª \| Elisa Balsamo \| Valcar-Travel & Service \| + 6 s \| \| \| 7.ª \| Katarzyna Niewiadoma \| Canyon-SRAM Racing \| + 6 s \| \| \| 8.ª \| Liane Lippert \| Team DSM \| + 8 s \| \| \| 9.ª \| Floortje Mackaij \| Team DSM \| + 8 s \| \| \| 10.ª \| Riejanne Markus \| Jumbo-Visma Women Team \| + 8 s \| \| |                      |                         |                 |
| |                      |                         |                 |
| Fuente: ProCyclingStats |                      |                         |                 |
| Clasificación de la etapa |                      |                         |                 |
| Ciclista | Ciclista             | Equipo                  | Tiempo          |
| 1.ª | Lotte Kopecky        | Liv Racing              | 2 h 29 min 37 s |
| 2.ª | Elisa Longo Borghini | Trek-Segafredo          | + 0 s           |
| 3.ª | Anna Henderson       | Jumbo-Visma Women Team  | + 4 s           |
| 4.ª | Kata Blanka Vas      | SD Worx                 | + 6 s           |
| 5.ª | Silvia Zanardi       | Bepink                  | + 6 s           |
| 6.ª | Elisa Balsamo        | Valcar-Travel & Service | + 6 s           |
| 7.ª | Katarzyna Niewiadoma | Canyon-SRAM Racing      | + 6 s           |
| 8.ª | Liane Lippert        | Team DSM                | + 8 s           |
| 9.ª | Floortje Mackaij     | Team DSM                | + 8 s           |
| 10.ª | Riejanne Markus      | Jumbo-Visma Women Team  | + 8 s           |

## Clasificaciones finales
Las clasificaciones finalizaron de la siguiente forma:

### Clasificación general
| \| Clasificación general \| Clasificación general \| Clasificación general \| Clasificación general \| Clasificación general \| \| Ciclista \| Ciclista \| Equipo \| Tiempo \| \| \| --------------------- \| --------------------- \| ---------------------------------- \| --------------------- \| --------------------- \| \| 1.ª \| Annemiek van Vleuten \| Movistar Team \| 8 h 40 min 18 s \| \| \| 2.ª \| Marlen Reusser \| Alé BTC Ljubljana \| + 1 min 34 s \| \| \| 3.ª \| Elise Chabbey \| Canyon-SRAM Racing \| + 3 min 12 s \| \| \| 4.ª \| Marta Cavalli \| FDJ-Nouvelle Aquitaine-Futuroscope \| + 3 min 30 s \| \| \| 5.ª \| Liane Lippert \| Team DSM \| + 3 min 59 s \| \| \| 6.ª \| Katarzyna Niewiadoma \| Canyon-SRAM Racing \| + 4 min 04 s \| \| \| 7.ª \| Elisa Longo Borghini \| Trek-Segafredo \| + 4 min 13 s \| \| \| 8.ª \| Floortje Mackaij \| Team DSM \| + 4 min 38 s \| \| \| 9.ª \| Kata Blanka Vas \| SD Worx \| + 4 min 57 s \| \| \| 10.ª \| Pauliena Rooijakkers \| Liv Racing \| + 7 min 58 s \| \| |                      |                                    |                 |
| |                      |                                    |                 |
| Fuente: ProCyclingStats |                      |                                    |                 |
| Clasificación general |                      |                                    |                 |
| Ciclista | Ciclista             | Equipo                             | Tiempo          |
| 1.ª | Annemiek van Vleuten | Movistar Team                      | 8 h 40 min 18 s |
| 2.ª | Marlen Reusser       | Alé BTC Ljubljana                  | + 1 min 34 s    |
| 3.ª | Elise Chabbey        | Canyon-SRAM Racing                 | + 3 min 12 s    |
| 4.ª | Marta Cavalli        | FDJ-Nouvelle Aquitaine-Futuroscope | + 3 min 30 s    |
| 5.ª | Liane Lippert        | Team DSM                           | + 3 min 59 s    |
| 6.ª | Katarzyna Niewiadoma | Canyon-SRAM Racing                 | + 4 min 04 s    |
| 7.ª | Elisa Longo Borghini | Trek-Segafredo                     | + 4 min 13 s    |
| 8.ª | Floortje Mackaij     | Team DSM                           | + 4 min 38 s    |
| 9.ª | Kata Blanka Vas      | SD Worx                            | + 4 min 57 s    |
| 10.ª | Pauliena Rooijakkers | Liv Racing                         | + 7 min 58 s    |

### Clasificación por puntos
| Clasificación por puntos | Clasificación por puntos | Clasificación por puntos | Clasificación por puntos | Clasificación por puntos |
| Ciclista                 | Ciclista                 | Equipo                   | Puntos                   |                          |
| ------------------------ | ------------------------ | ------------------------ | ------------------------ | ------------------------ |
| 1.ª                      | Lotte Kopecky            | Liv Racing               | 38 pts                   |                          |
| 2.ª                      | Elisa Longo Borghini     | Trek-Segafredo           | 34 pts                   |                          |
| 3.ª                      | Marlen Reusser           | Alé BTC Ljubljana        | 32 pts                   |                          |
| 4.ª                      | Anna Henderson           | Jumbo-Visma Women Team   | 31 pts                   |                          |
| 5.ª                      | Elise Chabbey            | Canyon-SRAM Racing       | 29 pts                   |                          |
| 6.ª                      | Liane Lippert            | Team DSM                 | 28 pts                   |                          |
| 7.ª                      | Elisa Balsamo            | Valcar-Travel & Service  | 28 pts                   |                          |
| 8.ª                      | Annemiek van Vleuten     | Movistar Team            | 25 pts                   |                          |
| 9.ª                      | Katarzyna Niewiadoma     | Canyon-SRAM Racing       | 25 pts                   |                          |
| 10.ª                     | Floortje Mackaij         | Team DSM                 | 25 pts                   |                          |

### Clasificación por equipos
| Clasificación por equipos | Clasificación por equipos          | Clasificación por equipos | Clasificación por equipos |
| Equipo                    | Equipo                             | Tiempo                    |                           |
| ------------------------- | ---------------------------------- | ------------------------- | ------------------------- |
| 1.º                       | Canyon-SRAM Racing                 | 26 h 17 min 33 s          |                           |
| 2.º                       | Movistar Team                      | + 1 min 43 s              |                           |
| 3.º                       | Alé BTC Ljubljana                  | + 3 min 33 s              |                           |
| 4.º                       | Trek-Segafredo                     | + 5 min 57 s              |                           |
| 5.º                       | SD Worx                            | + 6 min 36 s              |                           |
| 6.º                       | FDJ-Nouvelle Aquitaine-Futuroscope | + 6 min 37 s              |                           |
| 7.º                       | Liv Racing                         | + 10 min 38 s             |                           |
| 8.º                       | Jumbo-Visma                        | + 11 min 23 s             |                           |
| 9.º                       | Team BikeExchange                  | + 11 min 54 s             |                           |
| 10.º                      | Valcar-Travel & Service            | + 13 min 23 s             |                           |

## Evolución de las clasificaciones
| Etapa                   |                         | Ganador _            | Clasificación general | Puntos         | Equipo _           |
| ----------------------- | ----------------------- | -------------------- | --------------------- | -------------- | ------------------ |
| 1.ª etapa               | etapa escarpada         | Marlen Reusser       | Marlen Reusser        | Marlen Reusser | Alé BTC Ljubljana  |
| 2.ª etapa               | cronoescalada           | Annemiek van Vleuten | Marlen Reusser        | Marlen Reusser | Alé BTC Ljubljana  |
| 3.ª etapa               | etapa de montaña        | Annemiek van Vleuten | Annemiek van Vleuten  | Marlen Reusser | Canyon-SRAM Racing |
| 4.ª etapa               | etapa llana             | Lotte Kopecky        | Annemiek van Vleuten  | Lotte Kopecky  | Canyon-SRAM Racing |
| Clasificaciones finales | Clasificaciones finales |                      | Annemiek van Vleuten  | Lotte Kopecky  | Canyon-SRAM Racing |

## Ciclistas participantes y posiciones finales
Convenciones:
- AB-N: Abandono en la etapa "N"
- FLT-N: Retiro por llegada fuera del límite de tiempo en la etapa "N"
- NTS-N: No tomó la salida para la etapa "N"
- DES-N: Descalificado o expulsado en la etapa "N"

## UCI WorldTour Femenino
El Madrid Challenge by La Vuelta' otorgará puntos para el UCI World Ranking Femenino y el UCI WorldTour Femenino para corredoras de los equipos en las categorías UCI WorldTeam Femenino y Continental Femenino. Las siguientes tablas muestran el baremo de puntuación y las 10 corredoras que obtuvieron más puntos:
| Posición              | 1.ª | 2.ª | 3.ª | 4.ª | 5.ª | 6.ª | 7.ª | 8.ª | 9.ª | 10.ª | 11.ª | 12.ª | 13.ª | 14.ª | 15.ª | 16.ª-20.ª | 21.ª-30.ª | 31.ª-40.ª |
| Clasificación general | 400 | 320 | 260 | 220 | 180 | 140 | 120 | 100 | 80  | 68   | 56   | 48   | 40   | 32   | 28   | 24        | 16        | 8         |
| Por etapa             | 50  | 40  | 30  | 25  | 20  | 18  | 15  | 10  | 8   | 6    |      |      |      |      |      |           |           |           |
| Líder                 | 8   |     |     |     |     |     |     |     |     |      |      |      |      |      |      |           |           |           |
| Mejor joven           | 6   | 4   | 2   |     |     |     |     |     |     |      |      |      |      |      |      |           |           |           |

| Clasificación |              |        |         |       |       |       |       |
| Posición      | Ciclista     | Equipo | General | Etapa | Líder | Joven | Total |
| ------------- | ------------ | ------ | ------- | ----- | ----- | ----- | ----- |
| 1.ª           | Bandera de ? |        | 400     |       |       |       |       |
| 2.ª           | Bandera de ? |        | 320     |       |       |       |       |
| 3.ª           | Bandera de ? |        | 260     |       |       |       |       |
| 4.ª           | Bandera de ? |        | 220     |       |       |       |       |
| 5.ª           | Bandera de ? |        | 180     |       |       |       |       |
| 6.ª           | Bandera de ? |        | 140     |       |       |       |       |
| 7.ª           | Bandera de ? |        | 120     |       |       |       |       |
| 8.ª           | Bandera de ? |        | 100     |       |       |       |       |
| 9.ª           | Bandera de ? |        | 80      |       |       |       |       |
| 10.ª          | Bandera de ? |        | 68      |       |       |       |       |